# Little Falls (Minnesota)
Little Falls település az Amerikai Egyesült Államok Minnesota államában, Morrison megyében, melynek megyeszékhelye is. Lakosainak száma 9140 fő (2020. április 1.).

## Népesség
A település népességének változása:

| 2010 | 8 343 |
| 2020 | 9 140 |